# مانشستر ويذينغتون (دائرة انتخابية في المملكة المتحدة)
مانشستر ويذينغتون  (بالإنجليزية: Manchester, Withington)‏ هي إحدى الدوائر الانتخابية في المملكة المتحدة الممثلة في مجلس العموم في برلمان المملكة المتحدة.
عضو البرلمان الذي يمثلها حالياً هو :John Leech (الديمقراطيين الليبراليين).